# 포스트 그라드
《포스트 그래드》(영어: Post Grad)은 2009년 공개된 미국의 로맨틱 코미디 드라마 영화이다. 비키 젠슨의 첫 단독 연출작이다.

## 줄거리
대학교 졸업 후 오래 갈망해온 유명 출판사 신규직을 오랜 경쟁자 제시카에게 빼앗긴 라이든은 마땅한 직장을 찾지 못하고 다시 본가에 들어가 별난 가족들과 살게 된다. 이후 라이든은 자신을 짝사랑해온 절친 애덤, 이웃 데이비드 등과 어울리며 삶을 새롭게 탐색해나간다.

## 출연
- 알렉시스 블레델 - 라이든 멀비 역
- 잭 길퍼드 - 애덤 데이비스 역
- 마이클 키턴 - 월터 멀비 역
- 제인 린치 - 카멜라 멀비 역
- 캐럴 버넷 - 모린 멀비 역
- 보비 콜먼 - 헌터 멀비 역
- 호드리구 산토루 - 데이비드 샌티아고 역
- 캐서린 라이트먼 - 제시카 바드 역
- 크레이그 로빈슨 - 장례 지도사 역
- J. K. 시먼스 - 로이 데이비스 역
- 메리 앤 맥게리 - 바버라 스내프 역
- 버네사 브랜치 - 접수 담당자 역
- 프레드 아미슨 - 괘커네이터 광고 모델 역
- 알렉산드라 홀든 - 귀여운 여자애 역
- 더숀 테리 - 젊은 경관 역
- 에인절 오퀜도 - 경관 역
- 디미트리 마틴 - 텔레비전 광고 제작자 역 (크레디트 미기재)
- 마이클 그랜트 테리
- 멀리사 탕
- 퍼리사 피츠헨리
- 커크 폭스

## 기타 제작진
- 공동 제작: 스티븐 R. 맥글로선
- 협력 제작: 앨리 벨
- 배역: 조애나 콜버트, 리처드 멘토
- 미술: 마크 허트먼
- 세트: 밥 켄싱어
- 의상: 알렉산드라 웰커